# Puja Raimondova
Puja Raimondova (Puya raimondii) je druh z čeledi broméliovité (Bromeliaceae). Vyskytuje se v Bolívii a v Peru v pohoří Andy v nadmořské výšce 3000 až 4800 metrů, obvykle v asi 4000 metrech. Podle IUCN jde o ohrožený taxon.
Jméno raimondii odkazuje na italského přírodovědce Antonia Raimondiho (1824–1890), který druh v roce 1867 objevil a v roce 1874 jako Pourretia gigantea poprvé popsal.
Puja Raimondova je největším druhem bromélie. Její kmen může dosahovat výšky až 5 metrů, na základně vyrůstá listová růžice tvořená až 200 listy, které mohou dosahovat délky 1,25 m. Květenství může být vysoké mezi 4 až 8 m a celá rostlina může dosáhnout na výšku až 15 metrů. Jeden reprodukční cyklus trvá přibližně 80 let. Jedna rostlina může produkovat mezi 8 000 a 20 000 květy v období 3 měsíců.

## Fotogalerie

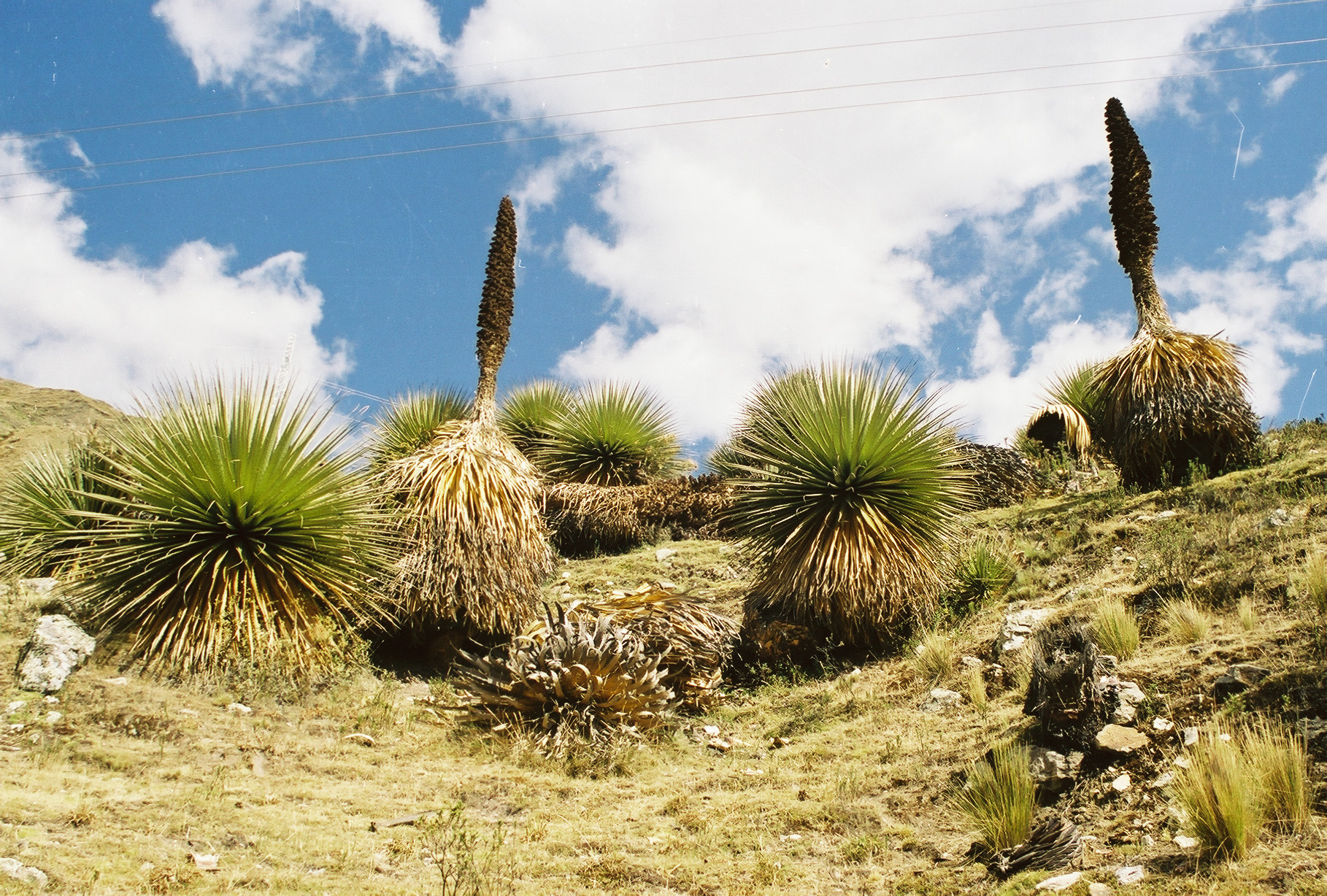
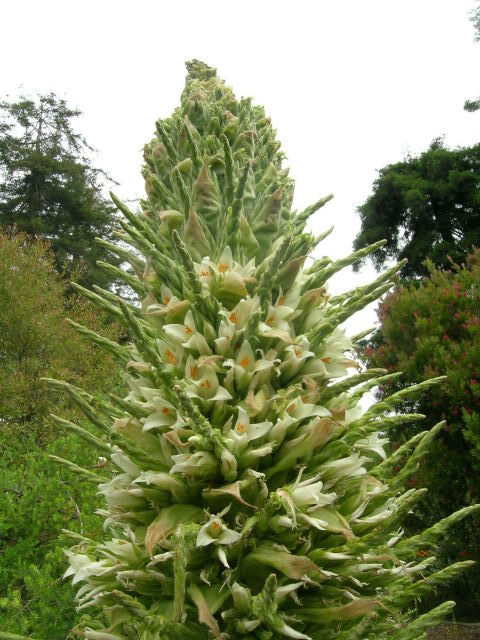